# Faktotum (roman)
För andra betydelser, se Faktotum.
Faktotum (originaltitel: Factotum) är en roman från 1975 av Charles Bukowski. Den är hans andra roman i serien om alter-egot Henry Chinaski, som är baserade på hans egna upplevelser. Romanen utspelar sig under 1940-talet, och skildrar Bukowskis vagabondliv.
Romanen blev 2005 filmatiserad, med Matt Dillon i huvudrollen.

## Utgåvor på svenska
- Bukowski, Charles; Stewart, Peter (1979). Faktotum. Stockholm: AWE/Geber. Libris 7218949. ISBN 9120059388
- Bukowski, Charles; Stewart, Peter (1986). Faktotum (Ny utg.). Stockholm: MånPocket. Libris 7654257. ISBN 91-7642-301-8
- Bukowski, Charles; Stewart, Peter (1989). Faktotum (Ny utg.). Stockholm: AWE/Geber. Libris 7220067. ISBN 9120077297
- Bukowski, Charles; Stewart, Peter (1994). Faktotum (2. pocketuppl.). Stockholm: PAN/Norstedt. Libris 7156577. ISBN 9119416814
- Bukowski, Charles; Stewart, Peter (2004). Factotum (Ny utg.). Göteborg: Lindelöw. Libris 9357453. ISBN 9188144682